# Zastupitelstvo kraje
Zastupitelstvo kraje je jediný z orgánů kraje, který je ústavně zakotven. Ústava stanoví jeho název, název jeho členů, délku funkčního období, jeho právotvorbu možností vydávat obecně závazné vyhlášky. Zastupitelstvo má přímou demokratickou legitimitu danou volbami občanů. Může tak být vnímáno v oblasti samosprávy kraje jako hlavní orgán, který je nadřazen všem ostatním orgánům.
Počet členů zastupitelstva kraje se odlišuje podle počtu obyvatel kraje (45 členů do 600 000 obyvatel, 55 členů pro 600 001 – 900 000 obyvatel, 65 členů nad 900 000 obyvatel).

## Složení krajských zastupitelstev

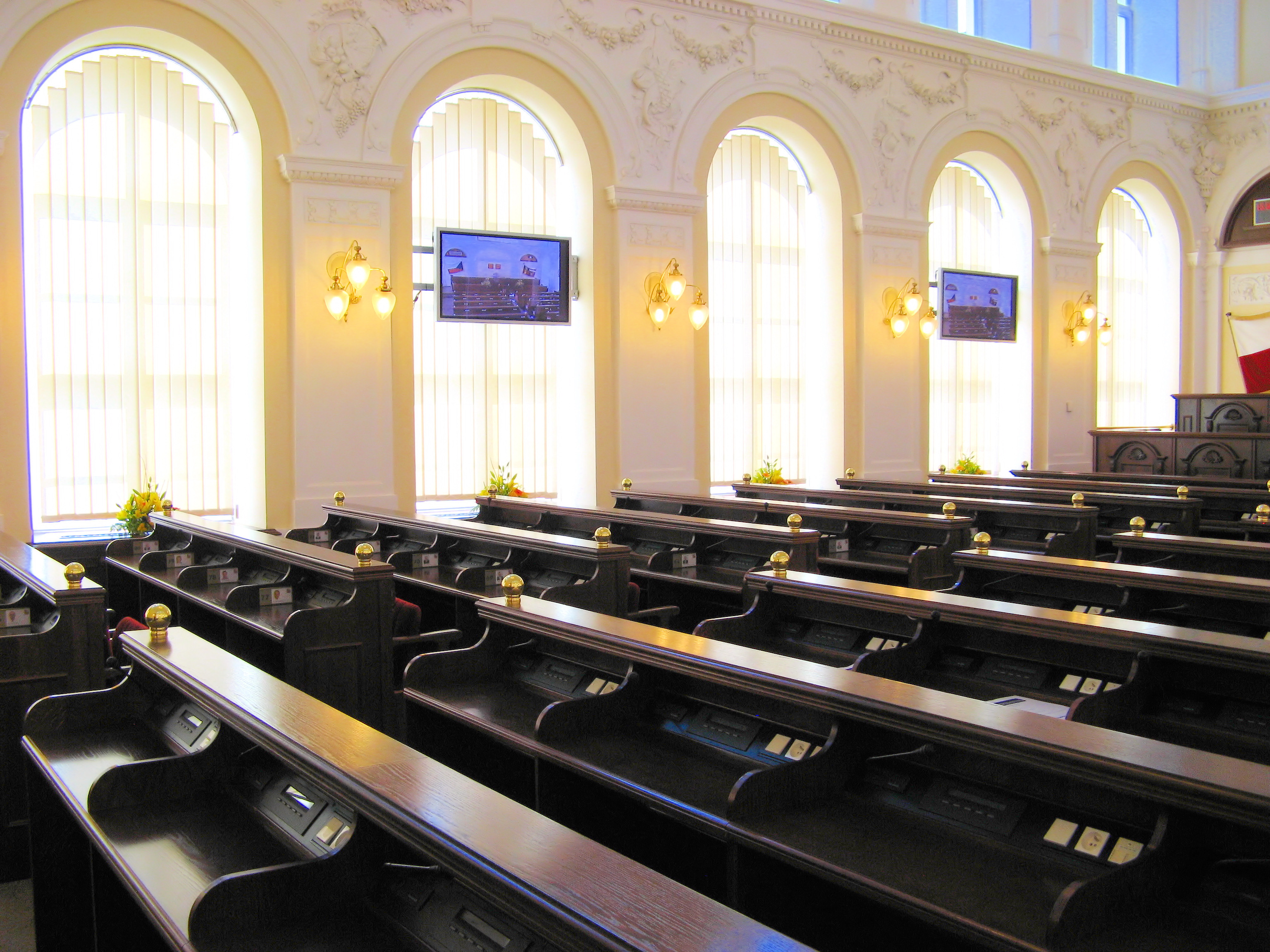
Zasedací síň zastupitelstva Jihomoravského kraje

|                                        |                   | ANO | ODS | Piráti | STAN | KDU-ČSL | SOCDEM | SPD | TOP 09 | KSČM | Zelení | SNK ED | ČSSD | Soukromníci | Trikolora |           |                   |
| -------------------------------------- | ----------------- | --- | --- | ------ | ---- | ------- | ------ | --- | ------ | ---- | ------ | ------ | ---- | ----------- | --------- | --------- | ----------------- |
| Kraj                                   | Počet zastupitelů | ANO |     |        | STAN |         | SOCDEM |     |        |      |        |        |      |             |           | Nezávislí | Regionální strany |
| Zastupitelstvo Středočeského kraje     | 65                | 15  | 16  | 12     | 15   | 2       |        |     | 3      |      | 1      | 1      |      |             |           |           |                   |
| Zastupitelstvo Jihočeského kraje       | 55                | 11  | 12  | 9      | 5    | 4       | 6      |     | 3      |      |        |        |      |             |           | 1         | 4                 |
| Zastupitelstvo Plzeňského kraje        | 45                | 11  | 9   | 7      | 4    |         | 2      | 1   | 2      | 1    | 1      |        |      |             |           | 5         | 2                 |
| Zastupitelstvo Karlovarského kraje     | 45                | 13  | 2   | 6      | 7    | 2       |        | 4   | 1      |      |        |        |      |             |           |           | 10                |
| Zastupitelstvo Ústeckého kraje         | 55                | 17  | 7   | 6      | 5    | 1       |        | 4   | 1      | 4    | 1      | 1      | 1    | 1           |           |           | 5                 |
| Zastupitelstvo Libereckého kraje       | 45                | 10  | 5   | 5      | 22   |         |        | 3   |        |      |        |        |      |             |           |           |                   |
| Zastupitelstvo Královéhradeckého kraje | 45                | 12  | 6   | 7      | 3    | 4       | 3      | 2   | 1      |      | 1      |        |      |             |           |           | 6                 |
| Zastupitelstvo Pardubického kraje      | 45                | 11  | 6   | 7      | 4    | 4       | 5      |     | 2      |      |        | 2      |      |             |           |           | 4                 |
| Zastupitelstvo Kraje Vysočina          | 45                | 10  | 5   | 7      | 3    | 6       | 6      |     |        | 3    |        | 3      |      |             |           |           | 2                 |
| Zastupitelstvo Jihomoravského kraje    | 65                | 15  | 9   | 10     | 7    | 11      | 4      | 4   | 4      |      | 1      |        |      |             |           |           |                   |
| Zastupitelstvo Olomouckého kraje       | 55                | 18  | 7   | 8      | 5    | 6       |        | 4   | 2      |      | 2      |        |      |             |           | 1         | 2                 |
| Zastupitelstvo Zlínského kraje         | 45                | 9   | 5   | 6      | 6    | 9       | 3      | 3   |        |      | 1      |        |      | 2           | 1         |           |                   |
| Zastupitelstvo Moravskoslezského kraje | 65                | 19  | 9   | 9      |      | 7       | 5      |     | 1      | 4    |        |        | 3    |             |           | 3         | 5                 |
| Celkem                                 | 675               | 172 | 98  | 99     | 88   | 56      | 34     | 25  | 20     | 12   | 8      | 7      | 4    | 3           | 1         | 10        |                   |

## Činnost zastupitelstva

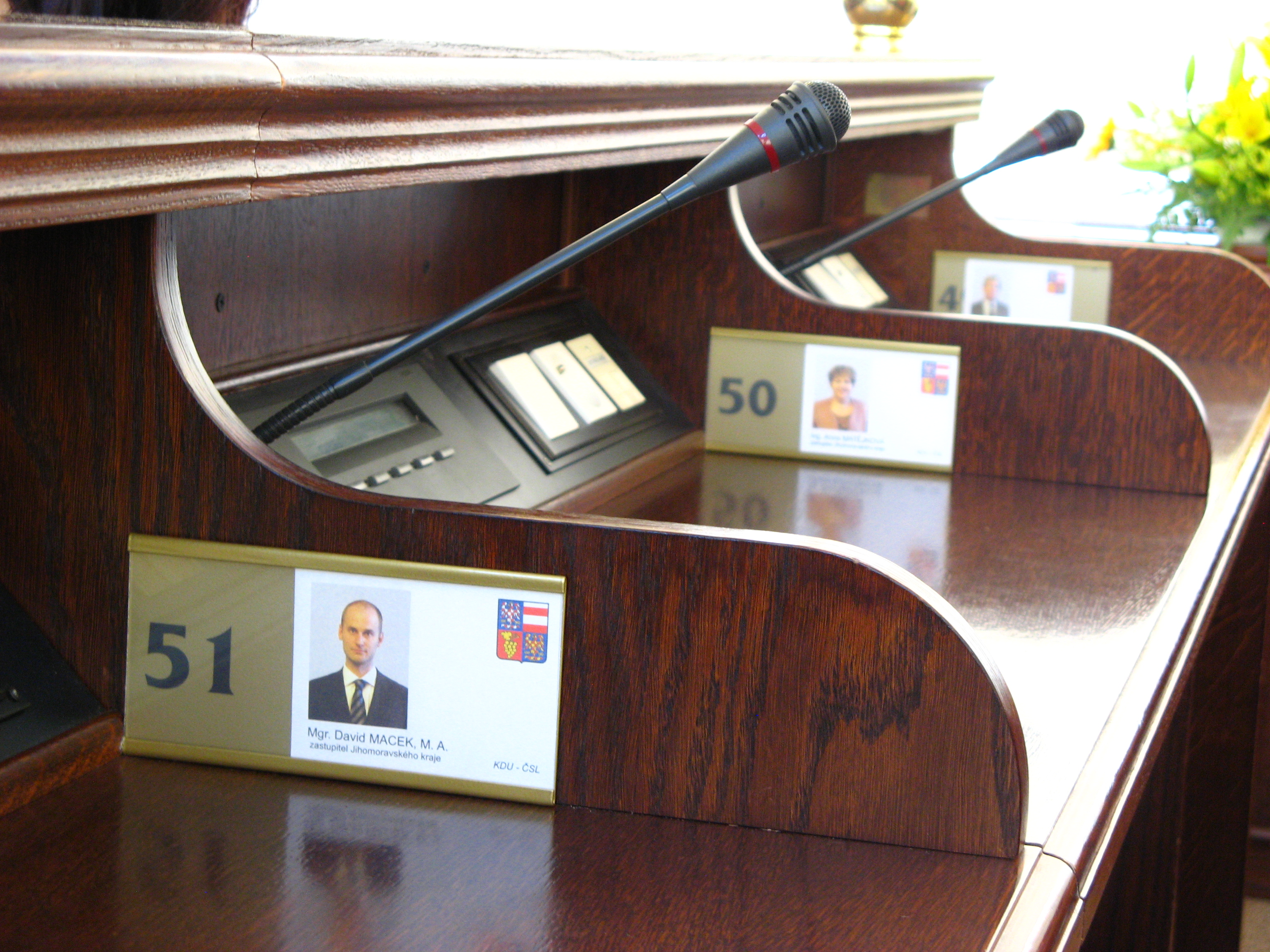
Hlasovací zařízení v zasedací síni zastupitelstva Jihomoravského kraje

Zastupitelstvo rozhoduje ve věcech v samostatné působnosti. Ve věcech v přenesené působnosti rozhoduje, jen stanoví-li tak výslovně zákon. Zastupitelstvo se může platně usnášet za přítomnosti nadpoloviční většiny všech členů a k platnému přijetí usnesení, rozhodnutí nebo volbě je též potřebná nadpoloviční většina všech členů zastupitelstva, tedy nestačí pouze většina přítomných členů (zvolených, nastoupivších náhradníků), tedy nestačí pouze většina přítomných či hlasujících.
Zastupitelstvo se schází dle potřeby, nejméně jednou za tři měsíce. Zasedání zastupitelstva se konají na území krajského města, nelze však vyloučit výjimečné zasedání i mimo stálé sídlo. Zasedání písemně svolává hejtman a zpravidla je řídí jako předsedající.
Hejtman je povinen do 21 dnů od doručení žádosti na krajský úřad svolat zasedání zastupitelstva, požádá-li o to alespoň třetina jeho členů. Pokud hejtman žádosti nevyhoví, učiní tak náměstek hejtmana nebo jiný člen zastupitelstva. Pokud na začátku jednání není zastupitelstvo usnášeníschopné, předsedající zasedání ukončí a do 15 dnů se koná jeho náhradní zasedání na základě nového svolání. Krajský úřad informuje o místě, době a navrženém programu připravovaného zasedání zastupitelstva nejméně 10 dnů před zasedáním vyvěšením na úřední desce krajského úřadu, informaci může uveřejnit i jinak.

## Odměny zastupitelů
Krajští zastupitelé mají ze zákona nárok na odměny za svoji práci.